# Sixaxis
Sixaxis (jap. シクサシス Shikusashisu; zapis stylizowany: SIXAXIS) – oficjalny bezprzewodowy gamepad dla konsoli PlayStation 3.

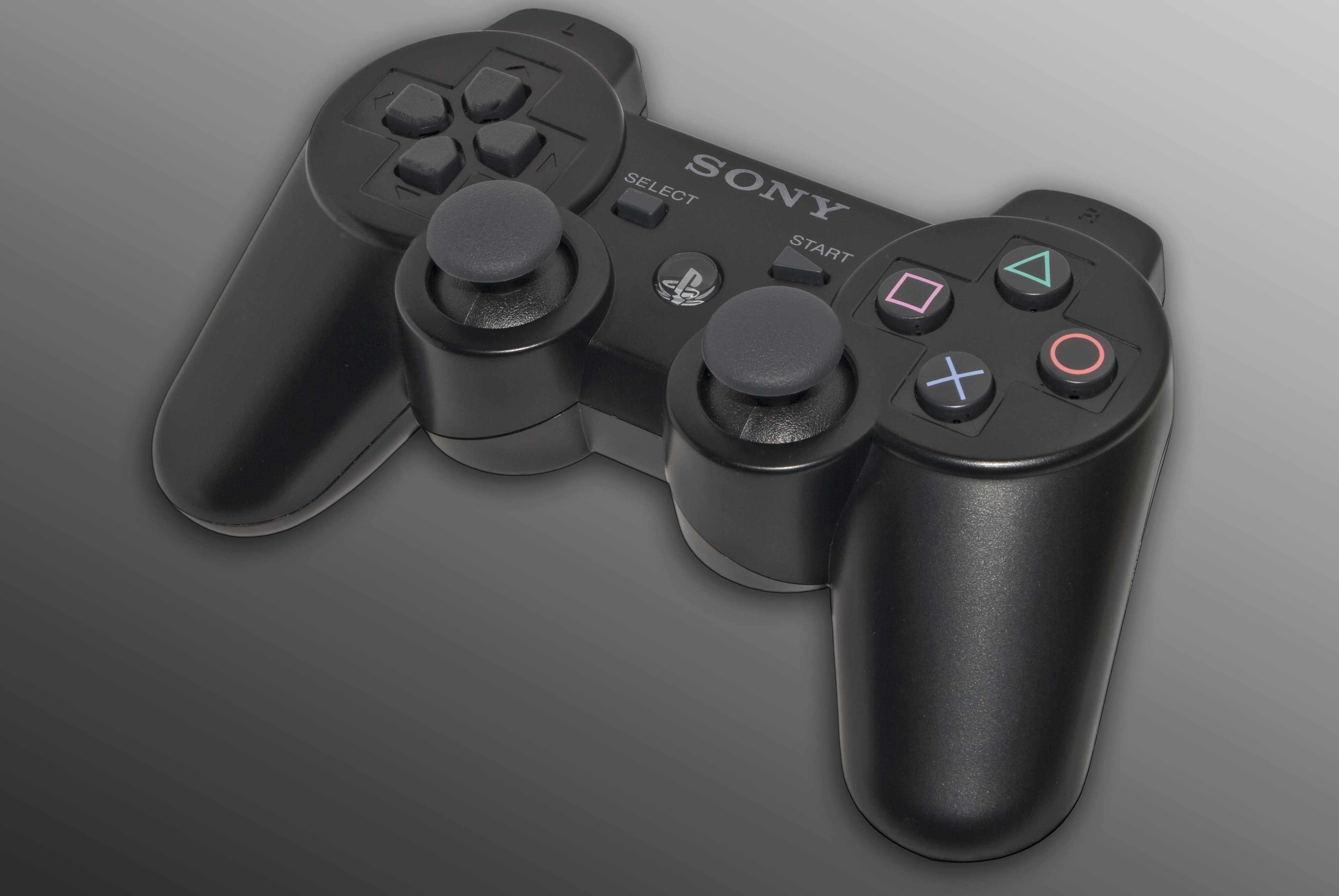
Finalna wersja kontrolera konsoli PlayStation 3

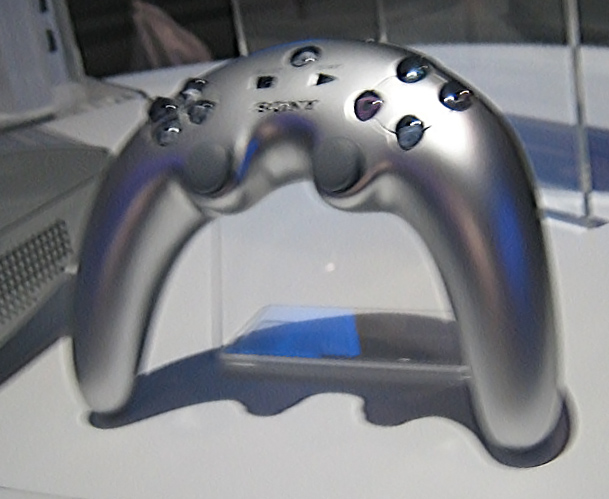
Prototypowa wersja kontrolera zaprezentowana w 2005 roku na Electronic Entertainment Expo

Wygląd kontrolera bardzo przypomina joypada konsoli PSX i PS2 – DualShocka. W fazie projektów konsoli wygląd kontrolera był inny – przypominał z wyglądu bumerang.
Liczba przycisków na kontrolerze jest taka sama jak w DualShocku. Przycisk Analog został zastąpiony okrągłym przyciskiem z wizerunkiem logo PS, którego naciśnięcie uruchamia pada oraz przenosi do menu (XMB). Ponadto przyciski R2 i L2 zastąpiono analogowymi spustami.
Kontroler używa bezprzewodowej technologii Bluetooth. Wyposażony jest w port mini-USB przez który może zostać podłączony przewodowo do konsoli. W momencie podłączenia joypada do konsoli ładują się jego akumulatory. W pełni naładowany akumulator pozwala na około 30 godzin użytkowania.
Sixaxis wyposażony jest również w czujnik położenia w płaszczyźnie podczas jego obracania. Kontroler ten ze względów prawnych nie posiada funkcji wibrowania, jednak dzięki porozumieniu między Sony a Immersion – firmą posiadającą prawa do patentu związanego z wibracjami, na rynek wszedł (pod koniec 2007 roku w Japonii, w 2008 w Stanach i Europie) kontroler DualShock 3, który de facto jest kontrolerem Sixaxis z dodaną funkcją wibracji.